# Мост (партия, Хорватия)
«Мост» (хорв. Most, до 2020 года «Мост независимых списков», Most nezavisnih lista) — консервативная политическая партия Хорватии. Основана 17 ноября 2012 года в Метковиче. Основатель и председатель — Божо Петров.
По мнению политолога Ивана Игоревича Петрова из-за использования повестки культурного протекционизма партия «по своему профилю максимально близка к ультраправым Западной Европы».

## История
Партия «Мост независимых списков» основана Божо Петровым 17 ноября 2012 года в Метковиче.
Перед парламентскими выборами 2020 года партия сменила название на «Мост».

## Результаты местных выборов
По результатам местных выборов 2013 года партия получила 46,25 % голосов и 9 из 17 мест в городском совете Метковича. Божо Петров во втором туре получил 67,94 % голосов и избран мэром Метковича, выиграв у действующего мэра Стипо Габрича, занимавшего пост с 1997 года.
По результатам местных выборов 2017 года партия получила 40,65 % голосов в Метковиче.
По результатам местных выборов 2021 года партия получила 41,07 % голосов в городе Синь. Миро Буль во втором туре избран мэром Синя. На этих же выборах «Мост» получил 6,20 % голосов и 3 из 47 мест в городской скупщине Загреба.

## Результат парламентских выборов
| Выборы | Число голосов | Доля голосов | Число мест | Изменение числа мест | Участие в правительстве   |
| ------ | ------------- | ------------ | ---------- | -------------------- | ------------------------- |
| 2015   | 303 564       | 13,17 %      | 19 из 151  | новая                | Правительство             |
| 2016   | 187 282       | 9,91 %       | 13 из 151  | ▼ 6                  | Правительство (2016—2017) |
| 2016   | 187 282       | 9,91 %       | 13 из 151  | ▼ 6                  | Оппозиция (2017—2020)     |
| 2020   | 123 194       | 7,39 %       | 8 из 151   | ▼ 5                  | Оппозиция                 |
| 2024   | 169 966       | 8,02 %       | 11 из 151  | ▲ 3                  | Оппозиция                 |

## Результат выборов в Европейский парламент
| Выборы | Число голосов | Доля голосов | Число мест | Изменение числа мест |
| ------ | ------------- | ------------ | ---------- | -------------------- |
| 2019   | 50 257        | 4,67 %       | 0 из 12    | новая                |
| 2024   |               |              | 0 из 12    | ▬                    |